# Nationaal park Exmoor
Het nationaal park Exmoor (Engels: Exmoor National Park) is een nationaal park bij het kanaal van Bristol, in het zuidwesten van Engeland. Het park ligt in twee counties, namelijk Somerset (71%) en Devon (29%). Het park beslaat 692 km² met vooral heidegebied en bos en 55 kilometer aan rotsige kust.
Het park was vroeger koninklijk bezit en werd gebruikt als jachtgrond. Het nationale park werd al in 1954 gesticht en is vernoemd naar de rivier Exe die door het park stroomt.
Ongeveer de helft van alle 10.500 bewoners van het park wonen in de dorpen Lynton, Dunster, Porlock en Dulverton.
- Het hoogste punt van het park is Dunkery Beacon op 519 meter hoogte.
- Het gebied is de thuisbasis van de exmoorpony die er in halfwilde kuddes rondzwerft.

## Afbeeldingen

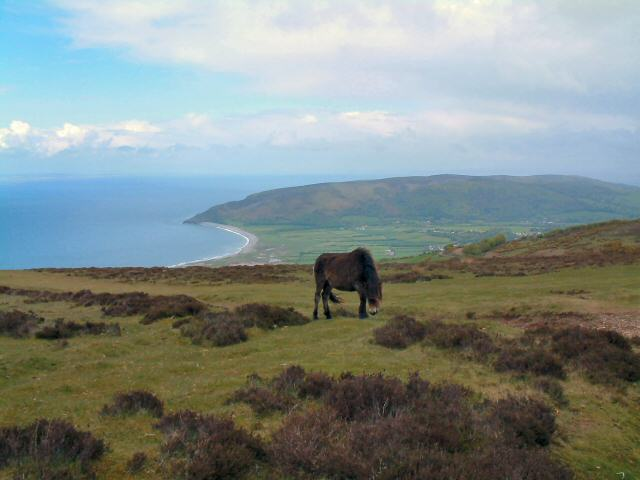
Een exmoorpony bij de kust
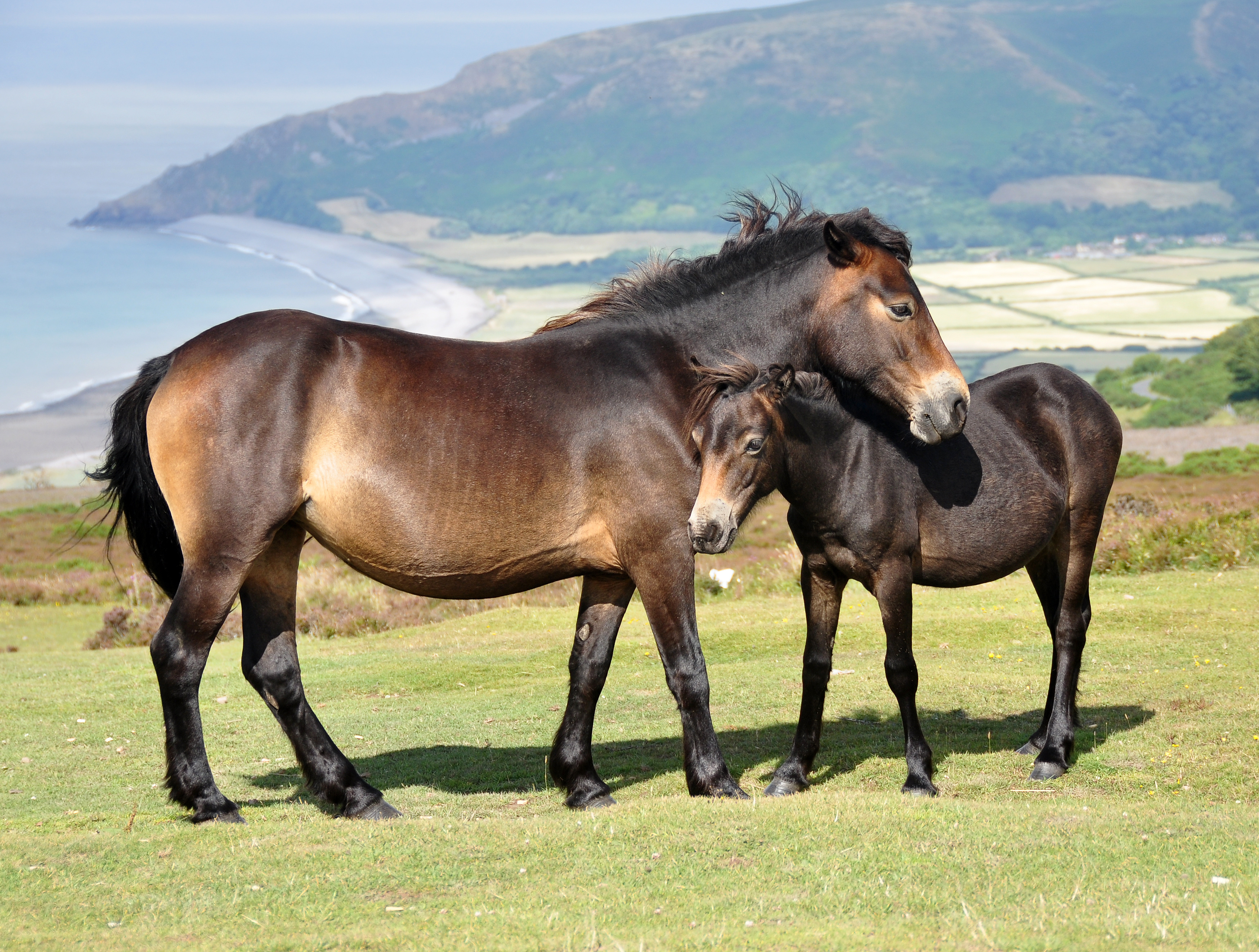
Exmoorpony's bij de kust
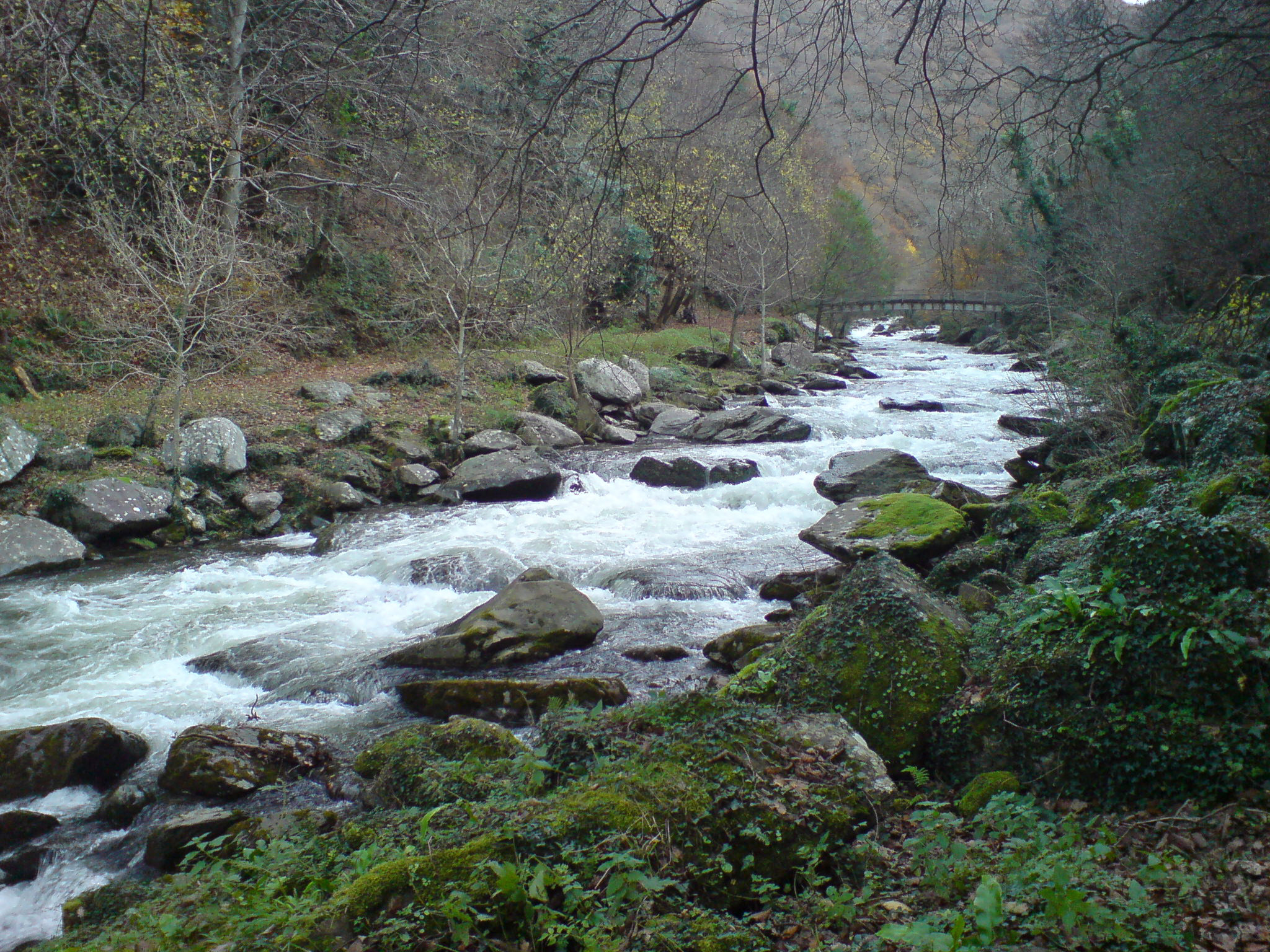
De East Lyn River
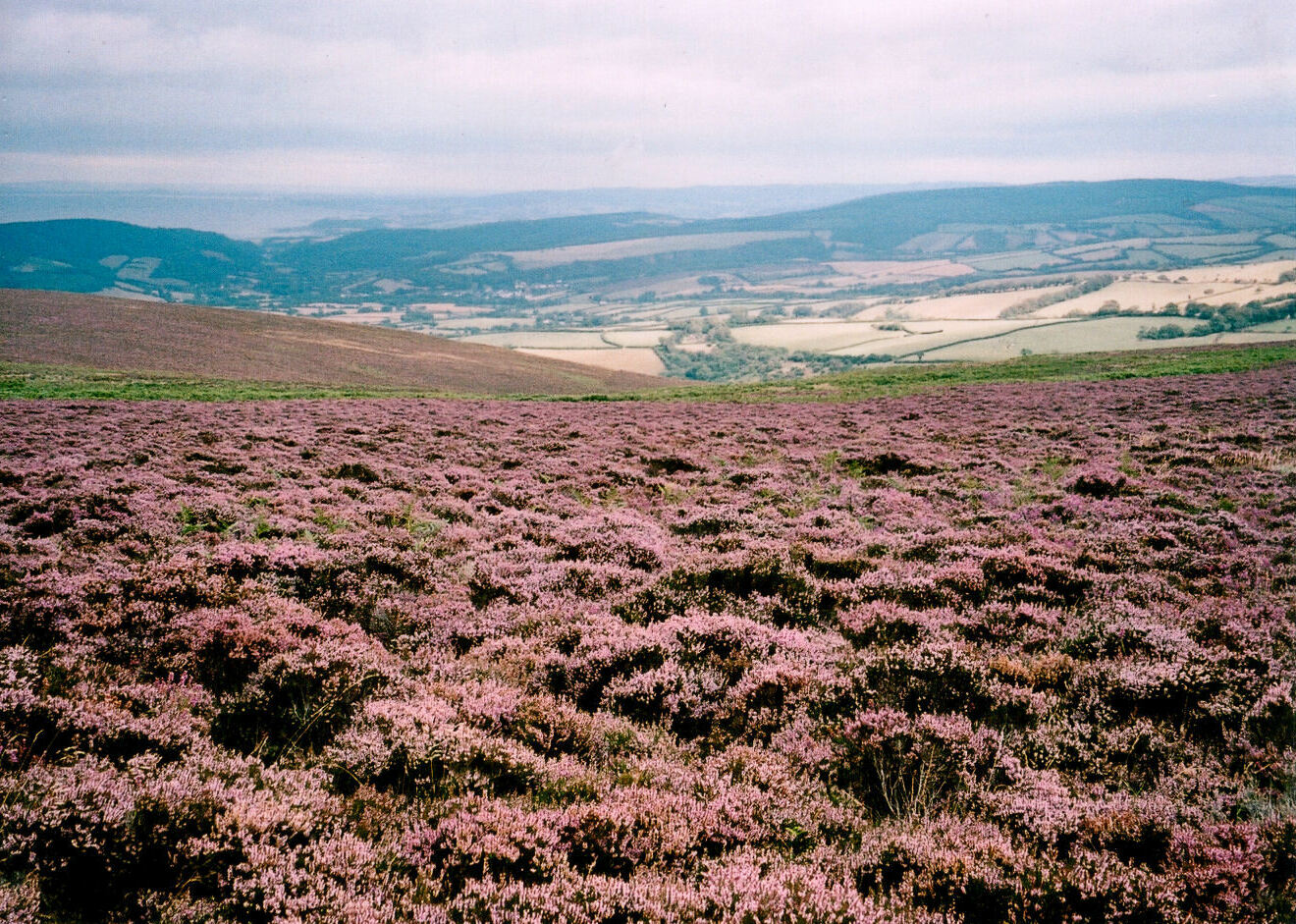
Bloeiende heide bij Dunkery Beacon